# Lackawanna River
Lackawanna (ang. Lackawanna River) – rzeka w amerykańskim stanie Pensylwania, dopływ rzeki Susquehanna.